# Pieter Gijsbert Noodt
Pieter Gijsbert (van) Noodt (Nijmegen, 4 april 1681 - Kaapstad, 23 april 1729) diende als gouverneur van de Nederlandse Kaapkolonie van 1727 tot 1729.

## Biografie
Voorafgaand aan zijn gouverneurschap was Noodt in dienst van de VOC als directeur van fortificaties. In 1718 bracht hij zijn eerste bezoek aan de Kaapkolonie, waar hij een jaar verbleef. Op 6 december 1726 vertrok hij als admiraal van Batavia naar de Kaap. Hij arriveerde op 13 februari 1727 en werd op 25 februari aangesteld als gouverneur.
Noodt stond bekend als een onaangename en twistzieke man; vooral zijn secunde Jan de la Fontaine moest het ontgelden. Hoewel hij niet geliefd was werd hij getolereerd door zijn burgers, aangezien hij zich niet bemoeide met burgerzaken. Hij zou zijn soldaten zo slecht behandeld hebben dat een regiment van veertien man een verijdelde poging deed om naar de Portugese Delagoabaai te deserteren. In de middag van 23 april 1729 overleed Noodt al zittend in een stoel, terwijl vier van de gedeserteerde soldaten op zijn bevel werden verhangen; zijn plotse dood werd beschouwd als een oordeel uit de hemel. Later onderzoek heeft uitgewezen dat hij handelde volgens de wet en tijdsgeest en dat de demonisering van zijn karakter berust op legende. 
Noodt werd begraven in de Groote Kerk van Kaapstad en werd opgevolgd door zijn populairdere secunde De la Fontaine. Volgens het volksgeloof dwaalt de geest van Noodt door Kasteel de Goede Hoop.